# 秋田県の灯台一覧
秋田県の灯台一覧（あきたけんのとうだいいちらん）は、秋田県にある灯台及び、照射灯、標灯、等をまとめた一覧である。

## 灯台
- 金浦港灯台 - 秋田県にかほ市
- 松ヶ崎灯台 - 秋田県由利本荘市（松ヶ崎）
- 塩瀬埼灯台 - 秋田県男鹿市（塩瀬埼）
- 鵜ノ埼灯台 - 秋田県男鹿市（鵜ノ埼）
- 戸賀灯台 - 秋田県男鹿市（宮島）
- 入道埼灯台 - 秋田県男鹿市（入道崎）
- チゴキ埼灯台 - 秋田県山本郡八峰町（チゴキ埼）

## 防波堤灯台
- 小砂川港第一防波堤灯台 - 秋田県にかほ市小砂川港（小砂川港第一防波堤外端）
- 象潟港防波堤灯台 - 秋田県にかほ市象潟港（防波堤外端）
- 金浦港沖防波堤灯台 - 秋田県にかほ市金浦港（沖防波堤外端）
- 平沢港東防波堤灯台 - 秋田県にかほ市平沢港（東防波堤外端）
- 羽後本荘港防波堤灯台 - 秋田県由利本荘市本荘港（防波堤外端）
- 秋田第2南防波堤北仮設灯台 - 秋田県秋田市秋田船川港秋田区（第2南防波堤北端）
- 秋田南防波堤灯台 - 秋田県秋田市秋田船川港秋田区（南防波堤外端）
- 秋田北防波堤灯台 - 秋田県秋田市秋田船川港秋田区（北防波堤外端）
- 秋田旧南防波堤灯台 - 秋田県秋田市秋田船川港秋田区（旧南防波堤外端）
- 脇本港第5防波堤灯台 - 秋田県男鹿市秋田船川港船川区（脇本港防波堤外端）
- 船川東防波堤灯台 - 秋田県男鹿市秋田船川港船川区（東防波堤外端）
- 船川防波堤灯台 - 秋田県男鹿市秋田船川港船川区（防波堤外端）
- 船川芦沢防波堤南灯台 - 秋田県男鹿市秋田船川港船川区（船川芦沢防波堤南端）
- 船川外ヶ沢防波堤灯台 - 秋田県男鹿市秋田船川港船川区（外ケ沢防波堤外端）
- 船川南平沢防波堤灯台 - 秋田県男鹿市秋田船川港船川区（南平沢防波堤外端）
- 椿港西防波堤灯台 - 秋田県男鹿市椿港（椿港西防波堤外端）
- 戸賀港南消波堤灯台 - 秋田県男鹿市戸賀港（南消波堤外端）
- 北浦港第一防波堤灯台 - 秋田県男鹿市北浦港（第一防波堤外端）
- 北浦港第四防波堤東灯台 - 秋田県男鹿市北浦港（第四防波堤東端）
- 湯之尻港第一防波堤灯台 - 秋田県男鹿市湯之尻港（湯之尻港第一防波堤外端）
- 能代港外港南防波堤灯台 - 秋田県能代市能代港（外港南防波堤外端）
- 能代港南防波堤灯台 - 秋田県能代市能代港（南防波堤外端）
- 八森港西防波堤灯台 - 秋田県山本郡八峰町八森港（八森港西防波堤外端）
- 岩館港第二防波堤灯台 - 秋田県山本郡八峰町岩館港（岩館港第二防波堤外端）

## 照射灯
- 館山埼三繰島照射灯 秋田県男鹿市（館山埼）
- 北浦港第一防波堤北東方照射灯 秋田県北浦港（北浦港第一防波堤灯台）
- 入道埼水島照射灯 秋田県男鹿市（入道埼灯台）

## 浮標灯
- 秋田灯浮標 秋田県秋田船川港秋田区（秋田旧南防波堤灯台の東方約810メートル）
- 船川赤根南方灯浮標 鵜ノ埼灯台（秋田県男鹿市）の南方約2.8キロメートル
- 船川南灯浮標 秋田県秋田船川港船川区内（船川防波堤灯台の東南東方約790メートル）
- 船川第2号灯浮標 秋田県秋田船川港船川区（船川防波堤灯台の東南東方約790メートル）
- 船川第4号灯浮標 秋田県秋田船川港船川区（船川防波堤灯台の北北東方約430メートル）

## シーバース灯
- 秋田国家石油備蓄基地シーバース灯 秋田県秋田船川港船川区（船川防波堤灯台の南南西方約1.9キロメートル）